# Мубарак-шах
Мубарак-шах — правитель Хорезма в 1410/1411 — 1413/1414 гг., сын Едигея.
Едигей захватил Хорезм, воспользовавшись смутой наступившей после смерти Тимура в 1406 году, изгнав оттуда Мусаку, наместника назначенного Тимуром. Сначала правителем Хорезма был назначен золотоордынский эмир Инк, затем его сменил Кальджа. Малолетний сын Едигея Мубарак-шах упоминается как правитель с 1410/11 года. Через год в 1411/12 году Едигей, потеряв власть в Золотой Орде укрылся в Хорезме.
Наследник Тимура Шахрух первое время после смерти Тимура придерживался мирных отношений с Хорезмом, примирившись с потерей этой провинции, однако в 1412/13 году он направил на Ургенч хорасанское ополчение под командованием Алейка-кукельташа, Саид Али-тархана и Ильяс-ходжи. Кроме того, туда был послан отряд из Самарканда под командованием Мусаки, бывшего наместника Хорезма. Мубарак-шаха, видимо малолетнего, опекал Бикчак, эмир дивана и верховный казий. Едигея в это время в городе не было, возможно, он был в Крыму. Алейка-кукельташ требовал сдачи города и выплаты дани — савари. На совещании у Мубарак-шаха было решено принять условия капитуляции. Однако посольство, направленное к Алейк-кукельташу было перехвачено, ограблено и убито воинами Саид Али-тархана и Ильяс-ходжи. Возмущенные хорезмийцы вышли из города и вступили в сражение, которое длилось целый день, не принеся результата. На другой день хорезмийцы устроили праздник, распространив слух о возвращении Едигея, осаждавшие город в страхе бежали. Через год в 1413/1414 г. Шах-Малик смог переманить на свою сторону знать Хорезма, изгнать Мубарак-шаха и захватить город.